# Maso
Maso là một chi nhện trong họ Linyphiidae.